# Racionalització (matemàtiques)
En matemàtiques s'anomena racionalitzar una fracció al procés de buscar una fracció equivalent que no tingui arrels al denominador.
En algunes operacions i per tal de fer algunes demostracions, és més pràctic expressar les fraccions sense radicals al denominador. En trobar una d'aquestes fraccions, se'n busca una d'equivalent que no tingui aquesta característica.
Per exemple:
{\displaystyle {\frac {5}{\sqrt {7}}}={\frac {5{\sqrt {7}}}{7}}}

## Mètode per racionalitzar
Qualsevol fracció es pot racionalitzar multiplicant el numerador i el denominador per una expressió irracional adequada. Però la fracció obtinguda pot ser molt complicada i només en els casos més senzills acostuma a tenir avantatges de fer aquesta operació.
Tot seguit es presenten els casos més freqüents.

### Cas on el denominador és un monomi d'índex qualsevol
En fraccions del tipus:
{\displaystyle {\frac {a}{\sqrt[{n}]{b}}}}
Queden racionalitzades multiplicant numerador i denominador per {\displaystyle {\frac {a}{\sqrt[{n}]{b^{n-1}}}}} i s'obté:
{\displaystyle {\frac {a{\sqrt[{n}]{b^{n-1}}}}{b}}}
Així si hi ha només una arrel quadrada al denominador, n'hi ha prou amb multiplicar aquesta arrel tant al numerador com al denominador per racionalitzar-la. Per exemple:
{\displaystyle {\frac {2}{\sqrt {8}}}={\frac {2\cdot {\sqrt {8}}}{{\sqrt {8}}\cdot {\sqrt {8}}}}={\frac {2{\sqrt {8}}}{8}}}
O en el cas d'una arrel cúbica, multiplicant per l'arrel del denominador al quadrat per exemple:
{\displaystyle {\frac {2}{\sqrt[{3}]{8}}}={\frac {2}{\sqrt[{3}]{8}}}\cdot {\frac {\sqrt[{3}]{8^{2}}}{\sqrt[{3}]{8^{2}}}}={\frac {2{\sqrt[{3}]{8^{2}}}}{8}}={\frac {\sqrt[{3}]{64}}{4}}}

### Cas on el denominador és un binomi amb una o dues arrels quadrades
Si la fracció té la forma {\displaystyle {\frac {a}{{\sqrt {b}}\pm {\sqrt {c}}}}} o bé {\displaystyle {\frac {a}{{\sqrt {b}}\pm c}}}
N'hi ha prou amb multiplicar numerador i denominador per {\displaystyle {\sqrt {b}}\mp {\sqrt {c}}} o bé {\displaystyle {\sqrt {b}}\mp c} per obtenir:
{\displaystyle {\frac {a\left({\sqrt {b}}\mp {\sqrt {c}}\right)}{b-c}}} o bé {\displaystyle {\frac {a\left({\sqrt {b}}\mp {\sqrt {c}}\right)}{b-c^{2}}}}
Per exemple:
{\displaystyle {\frac {2}{5+{\sqrt {8}}}}={\frac {2\cdot (5-{\sqrt {8}})}{(5+{\sqrt {8}})\cdot (5-{\sqrt {8}})}}={\frac {10-2{\sqrt {8}}}{5^{2}-{\sqrt {8}}^{2}}}={\frac {10-2{\sqrt {8}}}{25-8}}={\frac {10-2{\sqrt {8}}}{17}}}

### Cas on el denominador és un binomi de dues arrels d'índex qualsevol
Si la fracció és de la forma:
{\displaystyle {\frac {a}{{\sqrt[{n}]{b}}-{\sqrt[{n}]{c}}}}}
Es pot racionalitzar multiplicant numerador i denominador per:
{\displaystyle R={\sqrt[{n}]{b^{n-1}}}+{\sqrt[{n}]{b^{n-2}}}{\sqrt[{n}]{c}}+{\sqrt[{n}]{b^{n-3}}}{\sqrt[{n}]{c^{2}}}+\cdots +{\sqrt[{n}]{c^{n-1}}}}
i queda:
{\displaystyle {\frac {aR}{b-c}}}
Per exemple:
{\displaystyle {\frac {4}{{\sqrt[{3}]{9}}-{\sqrt[{3}]{5}}}}={\frac {4}{{\sqrt[{3}]{9}}-{\sqrt[{3}]{5}}}}\cdot {\frac {{\sqrt[{3}]{9^{2}}}+{\sqrt[{3}]{9\cdot 5}}+{\sqrt[{3}]{5^{2}}}}{{\sqrt[{3}]{9^{2}}}+{\sqrt[{3}]{9\cdot 5}}+{\sqrt[{3}]{5^{2}}}}}={\frac {4\cdot \left({\sqrt[{3}]{9^{2}}}+{\sqrt[{3}]{9\cdot 5}}+{\sqrt[{3}]{5^{2}}}\right)}{9-5}}=3{\sqrt[{3}]{3}}+{\sqrt[{3}]{45}}+{\sqrt[{3}]{25}}}

### Cas on el denominador és un polinomi en què l'arrel d'índex qualsevol està elevada a diferents potències
Aplicant repetidament aquest mètode a cada una de les arrels de qualsevol índex es pot racionalitzar qualsevol fracció que tingui arrels al denominador.
En una fracció de la forma:
{\displaystyle v={\frac {a}{t_{1}+t_{2}{\sqrt[{m}]{p}}++t_{3}{\sqrt[{m}]{p^{2}}}+\cdots +t_{m}{\sqrt[{m}]{p^{m-1}}}}}}
Es pot racionalitzar multiplicant numerador i denominador per V1,V₂, ..., Vm-1' on Vi s'obté substituint {\displaystyle {\sqrt[{m}]{p}}} per {\displaystyle j^{i}{\sqrt[{m}]{p}}} on j és una arrel m-èsima de la unitat diferent d'1.
Exemple:
{\displaystyle {\frac {7}{1+{\sqrt[{3}]{2}}+{\sqrt[{3}]{2^{2}}}}}=}
{\displaystyle {\frac {7}{1+{\sqrt[{3}]{2}}+{\sqrt[{3}]{2^{2}}}}}\cdot {\frac {1+j{\sqrt[{3}]{2}}+j^{2}{\sqrt[{3}]{2^{2}}}}{1+j{\sqrt[{3}]{2}}+j^{2}{\sqrt[{3}]{2^{2}}}}}\cdot {\frac {1+j^{2}{\sqrt[{3}]{2}}+j{\sqrt[{3}]{2^{2}}}}{1+j^{2}{\sqrt[{3}]{2}}+j{\sqrt[{3}]{2^{2}}}}}=}
{\displaystyle ={\frac {7\cdot \left(1+j^{2}{\sqrt[{3}]{2}}+j{\sqrt[{3}]{2^{2}}}+j{\sqrt[{3}]{2}}+{\sqrt[{3}]{2^{2}}}+j^{2}2+j^{2}{\sqrt[{3}]{2^{2}}}+j2+2{\sqrt[{3}]{2}}\right)}{1+2+2^{2}}}=}
{\displaystyle =1+\left(j^{2}+j+2\right){\sqrt[{3}]{2}}+\left(j+j^{2}+1\right){\sqrt[{3}]{2^{2}}}+\left(j^{2}+j\right)2=}
{\displaystyle 1+{\sqrt[{3}]{2}}-2=}
{\displaystyle ={\sqrt[{3}]{2}}-1}